# Schlossberg (Quedlinburg)
Der Schlossberg ist eine Erhebung des Nördlichen Harzvorlandes. Er befindet sich in Quedlinburg im sachsen-anhaltischen Landkreis Harz und ist Standort des Stifts Quedlinburg.

## Geographische Lage
Der Schlossberg erhebt sich im Naturpark Harz/Sachsen-Anhalt – südwestlich der Quedlinburger Altstadt. Er fällt im Süden und Osten zum von der Bode abgezweigten Mühlengraben (Mühlgraben) ab. Westlich schließt sich der Münzenberg mit dem jenseits davon befindlichen Strohberg (182,6 m) an. Östlich liegt der Ochsenkopf.

## Geologie und Naturräumliche Zuordnung
Der aus Sandstein bestehende Schlossberg gehört zum Höhenzug des Quedlinburger Sattels. Er ist Teil der Schichtrippenlandschaft der naturräumlichen Haupteinheitengruppe Nördliches Harzvorlandes und teilt diese in die Blankenburger und die Halberstädter Mulde.
Während der Hebung der variszischen Bruchscholle, die den Harz bildet, wurden Sedimentschichten des Harzvorlandes so stark aufgerichtet, dass sie zerbrachen. So weisen die Unterkreide-Sandsteinschichten des Quedlinburger Schlossberges eine Neigung von etwa 27 Grad in südsüdwestlicher Richtung auf. Die Ablagerungsschichten des Sandsteins unterscheiden sich zum Teil sehr stark. Es wechseln grobkörnige, fester gebundene Schichten mit feinkörnigen, eher schluffigen Schichten ab. Überlagert werden diese Schichten von solchen, die durch die Einlagerung von Eisen- und Manganoxiden sehr fest gebunden sind.
Eine sehr feinkörnige Schicht ist besonders empfindlich gegen das Eindringen von Wasser. Im nassen Zustand beginnt diese Schicht zu fließen. Am südwestlichen Bergfuß ist diese Schicht in den so genannten Klippen sehr deutlich zu sehen. Dort sind in den letzten Jahrzehnten große Schollen des fester gebundenen Sandsteins auf dieser fließenden Schicht abgerutscht. 
Daher wurden in den letzten Jahren umfangreiche Sicherungsmaßnahmen an den Stützmauern vorgenommen. Die Mauern werden von tief in den Sandstein eingebrachten Ankern gehalten. Damit konnte weiteres Abrutschen vorerst abgewendet werden. Für eine grundlegende Sicherung sind umfangreiche Baumaßnahmen erforderlich.

## Bauwerke

### Stift Quedlinburg
Auf dem geologisch instabilen Untergrund des Schlossberges wurde 936 auf Fürsprache Mathildes, der Witwe des im selben Jahr verstorbenen ostfränkisch-deutschen Königs Heinrich I., von ihrem Sohn Otto I. das Stift Quedlinburg gegründet. Es beherbergt die romanische Stiftskirche St. Servatius, die im Wesentlichen zwischen 1070 und 1129 errichtet wurde.

### Weitere Gebäude

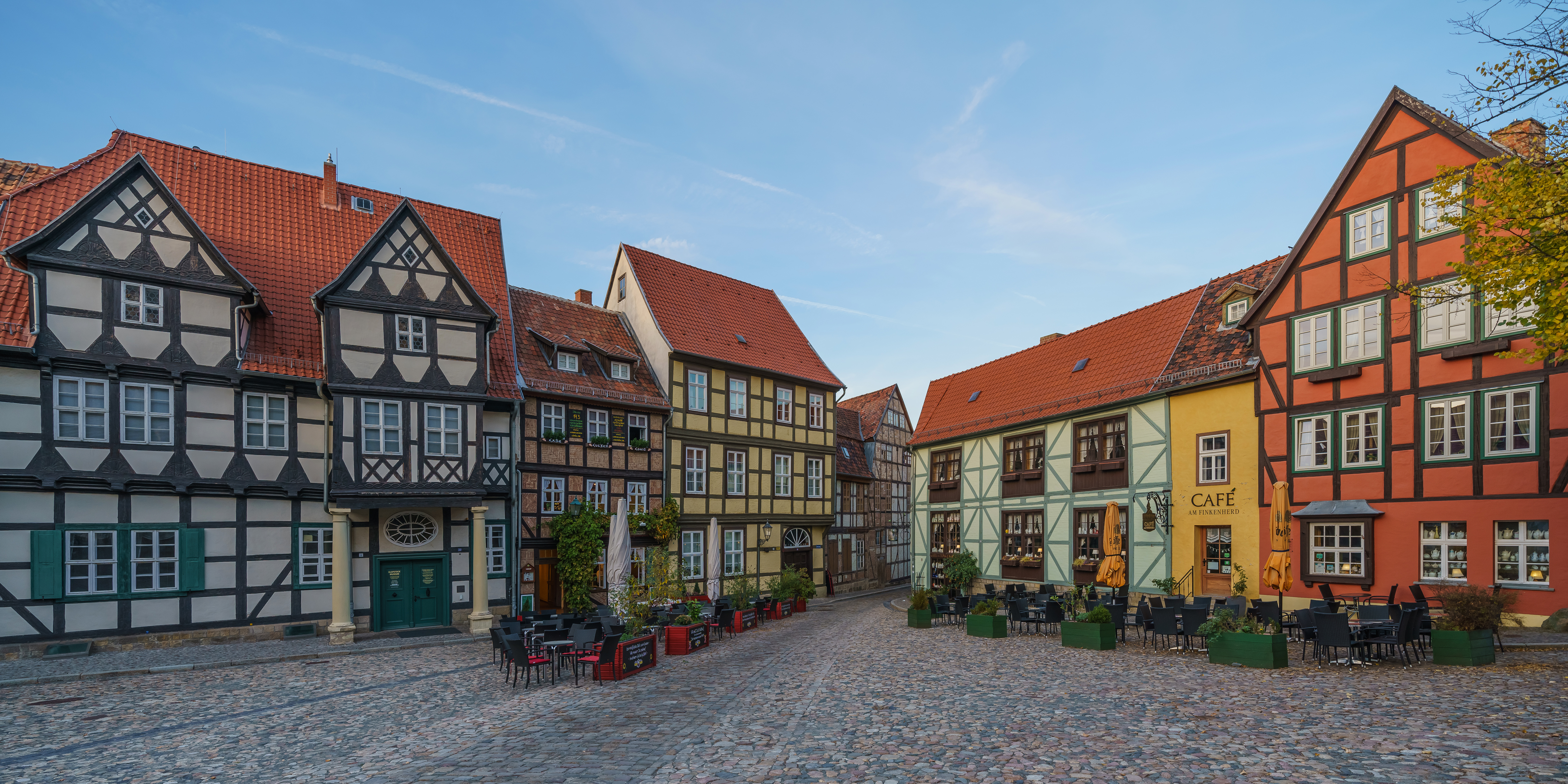
Schlossberg, Blickrichtung Finkenherd

- Schloßberg 4 (Quedlinburg)
- Schloßberg 5 (Quedlinburg)
- Schloßberg 6 (Quedlinburg)
- Schloßberg 7 (Quedlinburg)
- Schloßberg 35 (Quedlinburg)
- Schloßberg 36 (Quedlinburg)
- Schloßberg 37 (Quedlinburg)
- Schloßberg 38 (Quedlinburg)
- Schloßberg 39 (Quedlinburg)